# Языги

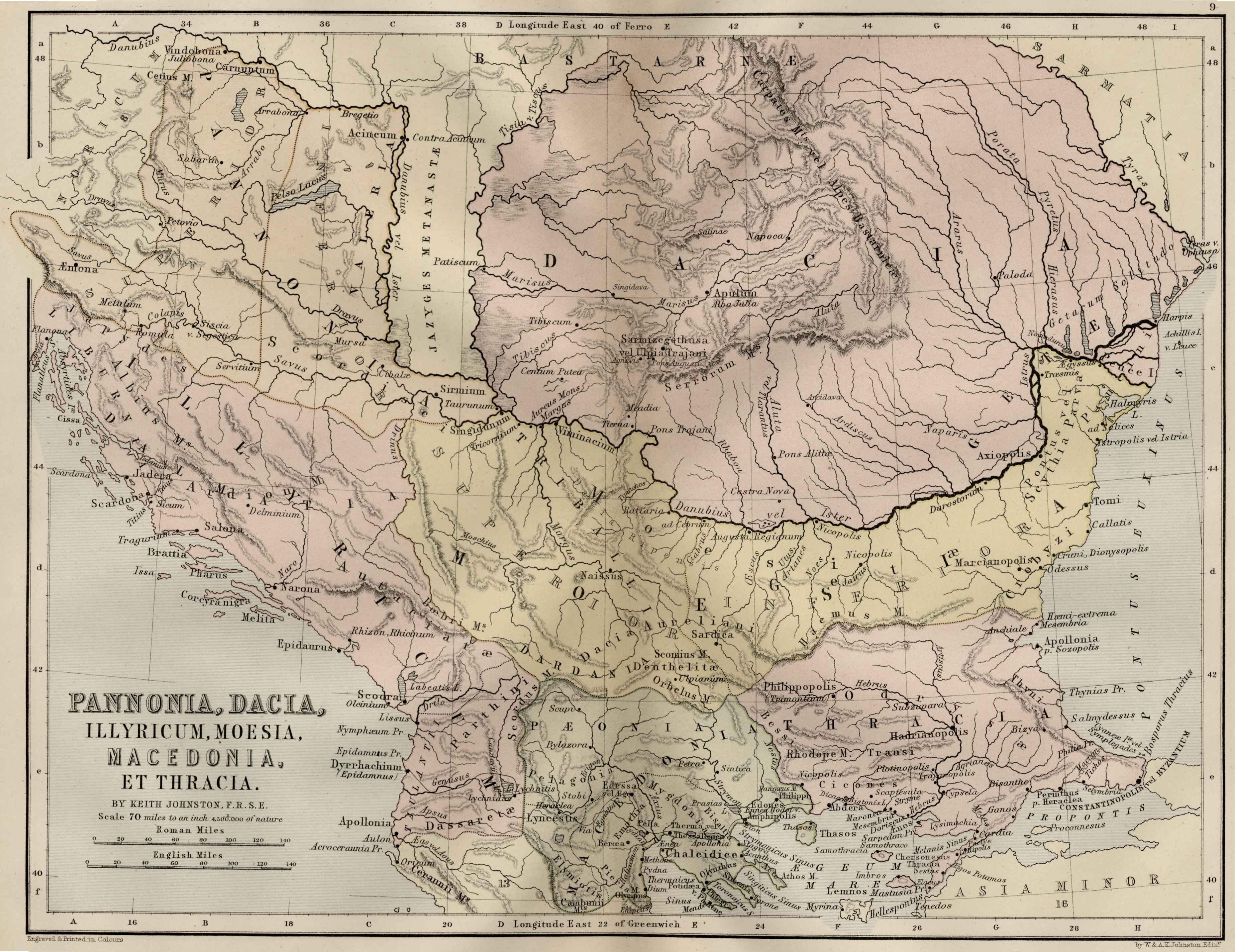
Языги-метанасты на школьной карте (W.&A.K. Johnston, Edinburgh, 1867 г.) в границах водораздела Дуная и Тисы.

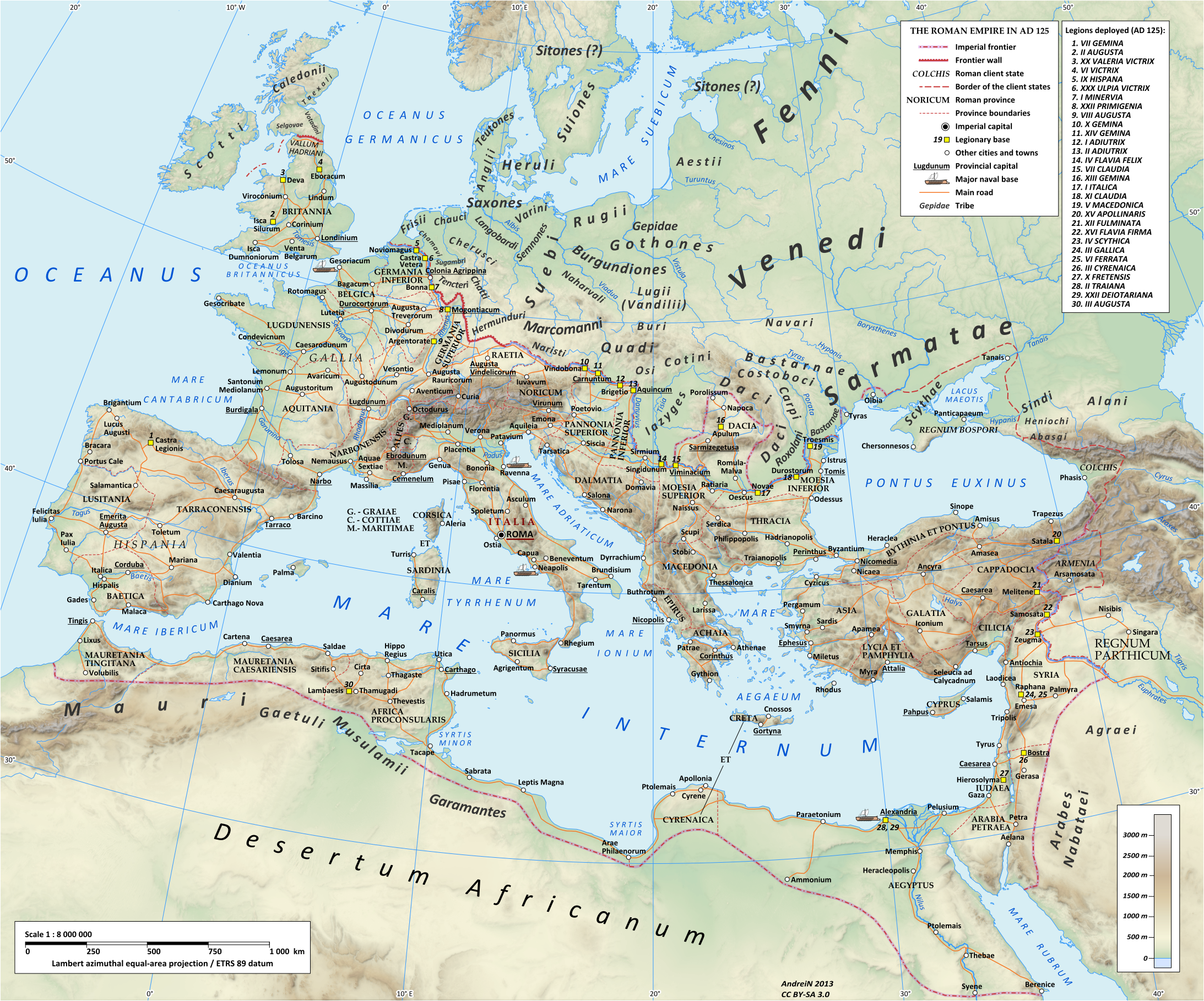
Языги на среднем Дунае на карте Римской империи около 125 года

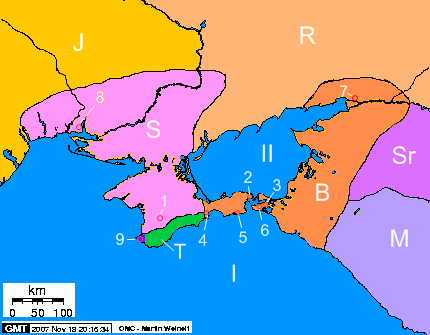
Крым во II веке н. э.
Скифы в Крыму
Боспорское царство
Языги
Роксоланы
Сираки
Меоты
Тавры

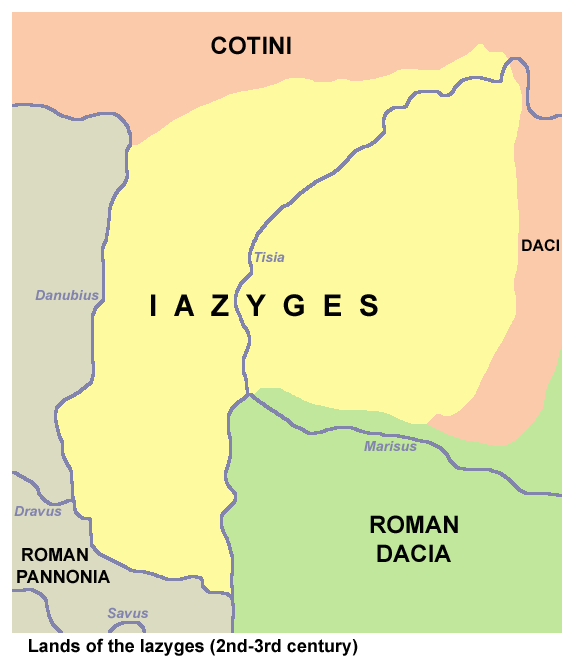

Языги (др.-греч. Ἰαζυγες, лат. Iazyges) — название одного из кочевых сарматских племён.
Языги вместе с роксоланами воевали с Римской империей.
Языги начинают проникать в низовья Дуная гораздо ранее времени Плиния и Тацита. Овидий, отправленный в ссылку императором Октавианом Августом в город Томы (совр. Констанца), был свидетелем переправы языгов по льду замёрзшего Дуная:
Ты, Весталий, … сам видишь как Понт сковывается льдом; сам видишь вина, отвердевшие от сурового мороза; сам видишь, как свирепый пастух-языг ведёт нагруженную повозку по водам Истра…
Зимой 69 года до н. э. они вторглись в Мёзию. В следующем году повторили свой набег, но были разбиты. Однако ещё Аппиан сообщал, что когда Митридат Евпатор (121—63 до н. э.)
перешёл в Европу [то присоединились] из сарматов так называемые царские языги [Appian. Vol. II. XII. 69]
В начале I века н. э. языги известны между Дунаем и Тисой. Плиний пишет:
Выше, между Данувием и Герцинским лесом вплоть до Паннонских зимних стоянок Карнунта и границы германцев, поля и равнины занимают языги-сарматы, а даки, изгнанные ими — горы и леса до реки Патисс
Птолемей сообщал
Южную границу [Европейской Сарматии] составляют: язиги-метанасты (переселенцы) от южного предела Сарматских гор до начала горы Карпата, которая находится под 46o—48o30', и соседняя Дакия около той же параллели до устья реки Борисфена…
Отсюда видно, что Птолемей отличал Карпаты от Сарматских гор, как и в следующем случае, говоря, что
Сарматию пересекают и другие горы (кроме Сарматских)…
Птолемей пишет, что
язиги метанасты с запада и юга граничат с описанной частью Германии, от Сарматских гор до поворота реки Данубия у Карпис (др.-греч. Κάρπιν), а оттуда с частью реки Данубия до ответвления реки Тибиск. С востока языги метанасты граничат с Дакией, по той же самой реке Тибиск, которая истоком повернув на восток, оканчивается у горы Карпата (др.-греч. Καρπάτην), с которой несёт свои воды. Города же у язигов метанастов суть такие: Партиск…
На рубеже I—II веков н. э. Тацит пишет о том, что
… вождям сарматских языгов, правившим здешними племенами, предоставили возможность участвовать в [гражданской] войне. Они предложили также привести с собой людей и конницу, которая одна лишь и составляет подлинную боевую силу сарматов
Вопрос о родстве язаматов и языгов не решён, равно как и вопрос о родстве языгам и средневековых ясов.
Продолжением этого не решённого вопроса являются версии, согласно которым часть языгов-метанастов (переселенцев) мигрировала обратно на восток и дала начало предкам ясов. По другой теории ясы представляли собой часть языгов, оставшихся в Северном Причерноморье (или на Кавказе).
Существует версия, что именно языги бежали от монголо-татар и стали переселенцами в Среднее Подунавье, где были встречены королём Венгрии Белой IV и расселены в области Ясшаг (венг. Jászság), видимо, получившей название по этнониму. Примечательно, что венгерская область Ясшаг по-другому называется Языгия.
Матвей Меховский в «Хронике Польский, Литовской, Жмудской и всей Руси» также указывал, что в Венгрии над рекой Тиссой (Тибиском) частично проживали языги-метанасты (Jazygami Metanasti).
В венгерской историографии распространена точка зрения, что ясы и языги — два разных народа.